# Combat Zone Wrestling
La Combat Zone Wrestling (CZW) è una federazione di wrestling statunitense indipendente fondata nel 1998 da John Zandig e cinque dei suoi allievi (Ric Blade, Lobo, TKC, Nick Gage e Justice Pain). Essi iniziarono ad organizzare spettacoli in New Jersey e Dealware, che crearono un nuovo ramo dell'Hardcore Wrestling e chiamato "Ultraviolence", il quale prevede l'utilizzo di oggetti come scale, lampade al neon, tavoli, decespugliatori, sedie, puntine da disegno, filo spinato, cactus, oggetti infuocati o taglienti e chiodi durante i match. Con questo stile di wrestling, comunque incorporato agli altri stili, complice anche l'utilizzo della storica 2300 Arena, la CZW si è proposta nel cuore dei fans come erede della Extreme Championship Wrestling, chiusa nel 2001.

## Storia

### Nascita
Il primo show in assoluto fu "The Opening Night", si tenne il 19 febbraio 1999 a Mantua (New Jersey), e tra coloro che vi parteciparono gli atleti principali furono Ric Blade, Lobo, BJ Whitmer, Justice Pain, Nick Gage, Axl Rotten, Jay Briscoe e TCK. Zandig Farà il suo debutto al secondo show, "The Staple Gun", combattendo nella 20 man battle royal vinta da Nick Gage proprio ai danni di Zandig.
La CZW inizia dunque a far parlare di sé, la fama dei "death match" fa rapidamente il giro dello Stato; la CZW in questo periodo ha anche un suo Hardcore Title che passerà da Gage, primo detentore, a Lobo, nel maggio del 1999, in un periodo in cui però la CZW non aveva indetto show: tale passaggio è avvenuto probabilmente tramite match privato. Il primo anno della CZW ha dunque l'ultraviolent death match come perno.

### Sotto la guida di Zandig
Durante il suo primo periodo la CZW ha aperto la CZW Wrestling Academy, collaborando anche con la scuola di wrestling della Chikara, e formò un'alleanza con la Big Japan Pro Wrestling, federazione giapponese anch'essa basata sull'hardcore wresting, basata sugli scontri fra le due federazioni e scambiandosi spesso i talenti. Tale alleanza si concluse in modo controverso nel 2001, senza aver compreso a fondo i motivi della rottura.
Nel 2000 la CZW spostò la sua sede in New Jersey, per poi spostarsi nel Delaware dopo che lo stato del New Jersey bandì spettacoli così cruenti. Sempre nel 2000 fu la volta in cui la CZW produsse il suo primo spettacolo in pay-per-view.
Nel 2001, in concomitanza con la chiusura della ECW, la CZW si spostò nella 2300 Arena, dove la ECW era solita esibirsi e, due anni dopo, nel 2003, fu fatto il primo spettacolo in Italia, “Shockwave” alla Palasport Arena di Pistoia il 25 ottobre. Il 27 marzo 2004 fu la volta di “Aftershock” a Parma dove partecipò Sabu.

### Sotto la guida di DJ Hyde
Nel 2009 DJ Hyde comprò la CZW da John Zandig, e contribuì al ritorno in Giappone della promotion, riportando anche nel roster vecchie conoscenze come Homicide e i fratelli Briscoe. Per la prima volta la compagnia fece spettacolo nel Regno Unito, in collaborazione con la Tidal Championship Wrestling 

## Eventi Annuali
| Torneo              | Vincitore       | Data              |
| ------------------- | --------------- | ----------------- |
| Best of the Best    | KENTA           | 28 maggio 2024    |
| Tournament of Death | Mickie Knuckles | 21 settembre 2024 |

### Tournament of Death
Il Tournament of Death è un torneo a eliminazione diretta dove ogni round è un death match. 

### Best of the Best
Altro torneo più votato però all'atletismo più che all'hardcore è il Best of the Best, che nella sua ultima edizione è stato vinto da KENTA.

## Titoli
| Titolo                             | Campione            | Data           | Luogo                    |
| ---------------------------------- | ------------------- | -------------- | ------------------------ |
| CZW World Heavyweight Championship | Eran Ashe           | 5 maggio 2024  | Havre de Grace, Maryland |
| CZW World Tag Team Championship    | Ultima Sombra e MBM | 21 giugno 2025 | Croydon                  |
| CZW Wired Championship             |                     |                |                          |